# Springbrook (Oregon)
Springbrook (korábban Hoskins) az Amerikai Egyesült Államok északnyugati részén, Oregon állam Yamhill megyéjében elhelyezkedő kísértetváros.
Névadója Cyrus E. Hoskins. A posta 1893. június 30-a és 1961 között működött. A település nevét a Benton megyei Hoskinsszal való névegyezőség miatt változtatták meg.

## Oktatás
Az 1886 és és 1962 között létező springbrooki tankerület később a newbergibe olvadt. Az iskola 1935-ben épült.

## Fordítás
- Ez a szócikk részben vagy egészben  a   Springbrook, Oregon című angol Wikipédia-szócikk ezen változatának fordításán alapul.  Az eredeti cikk szerkesztőit annak laptörténete sorolja fel. Ez a jelzés csupán a megfogalmazás eredetét és a szerzői jogokat jelzi, nem szolgál a cikkben szereplő információk forrásmegjelöléseként.